# Miguel Mansilla
Miguel Mansilla, vollständiger Name Miguel Ángel Mansilla, (* 29. April 1953 in Cerro Largo; † 26. Juni 2013 in Panama) war ein uruguayischer Fußballspieler und Trainer.

## Spielerlaufbahn

### Verein
Der in Cerro Largo nahe der brasilianischen Grenze geborene Mansilla spielte mindestens im Jahre 1971 für Peñarol. Sodann stand er in Reihen von River Plate Montevideo. Dort bildete der Stürmer Mansilla mit Fernando Morena den Angriff seiner Mannschaft. Es folgte eine Zeit beim argentinischen Verein Chacarita Juniors. Danach zog er weiter nach Ecuador, wo er sich Deportivo Cuenca anschloss. 1977 ist eine Station beim costa-ricanischen Verein Deportivo Saprissa verzeichnet. In jenem Jahr wurde er nicht nur Landesmeister, sondern sicherte sich auch den Titel des Torschützenkönigs.

### Nationalmannschaft
Mansilla gehörte der uruguayischen Junioren-Nationalmannschaft an, die 1971 an der Junioren-Südamerikameisterschaft in Paraguay teilnahm und den zweiten Platz belegte. Im Verlaufe des Turniers wurde er von Trainer Rodolfo Zamora viermal (ein Tor) eingesetzt.

## Trainertätigkeit
Nach seiner aktiven Karriere wirkte Mansilla vor allem in Panama als Trainer. Dort betreute er den Tauro FC in der Anaprof, der höchsten panamaischen Spielklasse. Mit dem Verein wurde er in den Jahren 1989, 1991, 1997 und 1998 viermal panamaischer Meister und gewann auch die Apertura 2007. 1990, sowie 1994 als Trainer von Projusa und abermals 1999 wurde er mit seinem Team jeweils Vizemeister. Auch trainierte er die panamaische Nationalmannschaft. Erstmals wirkte er ab 1986 in der olympischen Vorausscheidung für die Olympischen Sommerspiele 1988 in dieser Funktion. Seinen Einstand feierte er am 21. Mai 1986 beim 2:1-Sieg im Freundschaftsspiel gegen die Auswahl der Dominikanischen Republik. Tauro FC verließ er zwischenzeitlich, um die panamaische Nationalmannschaft ein weiteres Mal im erweiterten Vorfeld der WM 2002 zu betreuen. Auch mindestens 2008 coachte er den Tauro FC. Nachdem Mansilla, für den im Laufe seiner Karriere auch ein Engagement in der Liga El Salvadors verzeichnet ist, bereits mindestens in der Clausura 2011 den Chorrillo Fútbol Club in Panamas Erster Liga betreute, fügte er in der Apertura 2011 mit diesem Klub seiner Trophäensammlung einen weiteren Titelgewinn als Trainer hinzu. Für Chorrillo war es der erste Meisterschaftsgewinn der Vereinsgeschichte in der höchsten Spielklasse. Damit qualifizierte sich der Verein zudem für die Teilnahme am von der CONCACAF veranstalteten Torneo de Campeones des Folgejahres. Auch 2012 war er Trainer dieser Mannschaft. Mindestens im Jahr 2013 trainierte er den panamaischen Klub SUNTRACS in der Divisional B.

### Erfolge

#### Als Spieler
- Junioren-Vize-Südamerikameister: 1971
- Costa-ricanischer Meister: 1977
- Torschützenkönig (Costa Rica): 1977

#### Als Trainer
- 4× Panamaischer Meister: 1989, 1991, 1997, 1998
- 2× Torneo Apertura (Panama): 2007, 2011